# Sigurd Slab

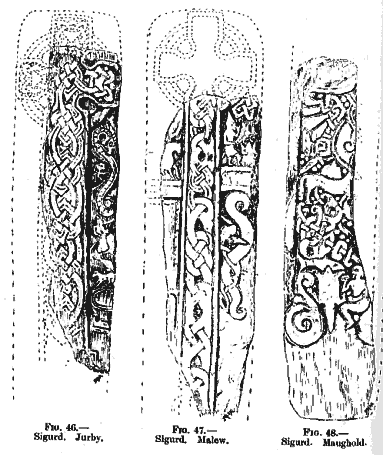
Beispiele von Sigurd Slabs auf der Isle of Man (von links Jurby, Malow und Maughold)

Die Sigurd Slab (auch Sigurd-Platte No. 122) ist eine zerbrochene Platte, die aus der Wand eines Hauses in Ramsey auf der Isle of Man stammt und mit etwa 40 anderen, darunter auch einigen Cross-Slabs, in der Maughold Kirk aufbewahrt wird. Die Sigurdplatte stammt aus der Mitte des 12. Jahrhunderts und trägt keine christlichen Symbole. Es ist möglich, dass sie zum Gedenken an König Olaf I. (1137–1153) aufgestellt wurde, der im Jahre 1153 bei Ramsey erschlagen wurde.
Es ist eine von vier so genannten Sigurdplatten auf der Insel. Die anderen drei stehen in der Andreas Kirk (Sigurds Cross), in Jurby und in Malow. Eine Seite hat ein Knotenmuster, mit breiten und schmalen Bändern in Form einer Acht, das für skandinavisches Design (Urnes-Stil) der Periode typisch ist. Die andere Seite zeigt eine Szene aus der Sigurd-Sage, in der Odin, Loki und Hoenir aus Versehen den Otr töten. Von dieser durch ein Knotenmuster getrennt ist eine weitere Szene der Sigurd-Sage dargestellt. Der Hengst Grani (der Graue) ist mit dem Goldschatz beladen, der von Sigurd, der den Drachen Fafnir tötete, gewonnen wurde.